# Bitva u Somoše
Bitva u Somoše se odehrála roku 5. září 1449 u vsi Somoše (Drienov), asi dva kilometry severně od Košic, mezi vojskem vedeným Janem Jiskrou z Brandýsa a uherským vojskem loajálním Jánosi Hunyadimu. Vojsko českých a slovenských bratříků, mj. za účasti Jana Talafúse z Ostrova, porazilo mnohem početnější uherskou armádu, v bitvě pak padl vůdce uherského vojska, jistý Székely, Hunyadiho švagr.

## Historické pozadí

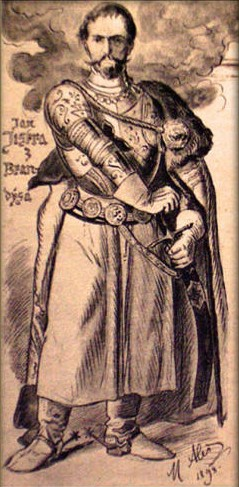
Jan Jiskra z Brandýsa na kresbě Mikoláše Alše

V oblasti Horních Uher (pozdějšího Slovenska) operovaly po porážce husitského hnutí v bitvě u Lipan roku 1434 husitské sbory, nazývající se tzv. bratříky, kteří zde následně získali politickou moc. Ve 40. letech 15. století zde následně začali hájit zájem krále Ladislava zvaného Pohrobek na získání uherského trůnu.
Po smrti krále Vladislava III. (či jeho zmizení) v bitvě u Varny v roce 1444 se stal Jan Jiskra z Brandýsa, významný hejtman bratříků, jedním ze sedmi kapitánů spravujících Uhersko. Za podíl na uzavření polsko-uherského příměří byl v roce 1445 zvolen vrchním kapitánem Horních Uher. Po zvolení Jánose Hunyadiho místodržitelem Uherska v roce 1446 došlo mezi oběma muži k sérii vojenských střetnutí, přerušované krátkými příměřími. Jiskra zde praktikoval vůči Hunyadimu autonomní politiku, roku 1449 se pak rozhodl vojensky obsadit jemu loajální města Zemplín a Humenné.

## Průběh bitvy
Hunyadi rozkázal proti Jiskrovi vyslat trestnou výpravu vedenou jeho švagrem Székelym. Ta se s vojskem bratříků střetla 5. září, v den svátku Nanebevzetí Panny Marie, nedaleko vsi Somoš (později nazývána Drienov), ležící dva kilometry severně od Košic. Trestná výprava byla Jiskrovým vojskem v této bitvě poražena a utrpěla těžké ztráty. Sám její velitel Székely byl pak v bitvě zabit.

## Důsledky
Nedlouho po této porážce vyrazil Hunyadi se svým vojskem ke druhé výpravě. Dobyl tvrz Moldavu a nechal pobít její posádku a zohavit přeživší. Následně byl v lednu 1450 svolán do Budína sněm, na kterém uzavřely obě strany 31. března 1450 mír. Tato dohoda však dlouho nevydržela a 7. září 1451 uštědřil Hunyadymu drtivou porážku v bitvě u Lučence. S výjimkou Egeru pak bratříci ovládli prakticky celé Horní Uhry. Hunyadi však v dalších letech obnovil svá tažení a donutil Jiskru složit přísahu věrnosti uherské koruně.